# Héctor A. Murena
Héctor Alberto Álvarez Murena, más conocido como H. A. Murena (Buenos Aires, 14 de febrero de 1923-Ib., 6 de mayo de 1975), fue un escritor, ensayista, narrador, poeta y traductor argentino. Escribió unos veinte libros de todos los géneros literarios y fue habitual colaborador de la revista Sur y del suplemento cultural del diario La Nación. Fue un importante difusor del pensamiento alemán en español.

## Biografía
Realizó sus estudios secundarios en el Liceo Militar de la Nación y estudios universitarios incompletos en la Universidad Nacional del Oro (ingeniería) y la Universidad de Buenos Aires (filosofía y letras).
En 1946 publicó su primer libro Primer testamento, un volumen de cuentos. Murena sostuvo que el escritor debía ser "anacrónico, en el sentido originario de la palabra que designa el estar contra el tiempo", denominando esa actitud como el "arte de volverse anacrónico". En diciembre de 1955, en el marco del enrarecimiento del clima político y la campaña contra intelectuales del ministro filofacista Atilio dell Oro Maini decide exiliarse en el exterior, viajando a Caracas dónde permanecerá refugiado tres años.
Fue codirector de la Colección de Estudios Alemanes de la editorial Monte Ávila de Caracas, desde la cual realizó una importante tarea de difusión en español de pensadores como Jürgen Habermas, Theodor Adorno, Herbert Marcuse y Max Horkheimer, entre otros. Fue el primer traductor al español de la obra de Walter Benjamin.
Su producción ensayística es heredera de la obra de Martínez Estrada. En El nombre secreto intenta una aproximación heideggeriana a la esencia de la identidad argentina, a partir de las reminiscencias de las palabras que la nombran y de las condiciones en que surge a partir de la conquista española.
Murena fue también poeta y cuentista. Muchos de sus relatos tienen forma de parábolas o de ejemplos clásicos. Y a partir de sus relatos es posible ver una de las características fundamentales de su obra: el misticismo que se hizo cada vez más profundo y que terminó en una obra (La metáfora y lo sagrado) que rebosa mística sin religiosidad.
Estuvo casado con la escritora Sara Gallardo.

## Obra
- Primer testamento, 1946
- El pecado original de América, 1954
- La fatalidad de los cuerpos, 1955
- Homo atómicus, 1962
- Ensayos sobre subversión, 1962
- El nombre secreto, 1969
- Epitalámica, 1969
- La cárcel de la mente, 1971
- El coronel de caballería y otros relatos, 1971
- La metáfora y lo sagrado, 1973
- El centro del infierno,1957

Poesía
- "La vida nueva", 1951
- "El círculo de los paraísos", 1958
- "El escándalo y el fuego", 1959
- "El demonio de la armonía", 1964
- F. G. : un bárbaro entre la belleza", 1972
- El águila que desaparece 1975

Teatro
- El juez

### Póstumas
- Folisofía, Caracas, Monte Ávila Editores, 1976.
- El secreto claro. Diálogos con D.J. Vogelman, 1979
- Visiones de Babel, 2002